# 536 Merapi
536 Merapi је астероид. Приближан пречник астероида је 151,42 km,
а средња удаљеност астероида од Сунца износи 3,502 астрономских јединица (АЈ).
Инклинација (нагиб) орбите у односу на раван еклиптике је 19,379 степени, а орбитални период износи 2394,414 дана (6,555 година). Ексцентрицитет орбите астероида износи 0,082.
Апсолутна магнитуда астероида износи 8,08 а геометријски албедо 0,045.
Астероид је откривен 11. маја 1904. године.